# Aquilino Ribeiro

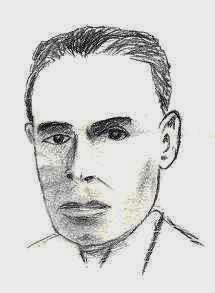
Aquilino Ribeiro

Aquilino Gomes Ribeiro (n. 13 septembrie 1885, Tabosa do Carregal — 27 mai 1963, Lisabona) a fost un scriitor portughez.

## Viața și opera
Povestitorii propriu-ziși aveau la îndemână două modele moștenite din secolul al XIX-lea, pe care mulți critici le pun față în față: Camilo și Eça. Se obișnuiește să se facă o apropiere între opera lui Camões și cea a marelui prozator din prima jumătate a secolului al XX-lea, Aquilino Ribeiro, poate pentru că la ambii scriitori lexicul este bogat, atmosfera rustică și muntenească, întâmplările multe și felurite, iar personajele dintr-o bucată, uneori aprige, reprezentând acea lume arhaică ce mai dăinuia în inima munților. Dar lui Aquilino îi lipsesc câteva din cele mai importante calități ale marelui, dar nu unicului, său maestru, între altele interesul pentru viața sentimentală și arta dialogului. Tema sa majoră este, dacă ne referim la romane, natura în care este inclus omul, omul rudimentar ce se conduce după logica simplă a instinctelor și se luptă pentru a supraviețui. Puțini au știut să descrie asemeni lui văile și munții, pădurile, apele și păsările, zapada și primăvara. Opere: As Terras do Demo (Țara Diavolului) și Malhadinhas. Aceste două volume se numără printre cele mai bune povestiri din literatura portugheză. Stilul lui Aquilino, stufos, adeseori prea puțin suplu, este o creație a unui gen care, inspirat sau nu de el, va fi dus mai departe de scriitorul brazilian Guimaraes Rosa. Dar lumea lui Aquilino a murit cu excepția câtorva epigoni, cum este Jorge Reis.

## Opera
- A Via Sinuosa (1918)
- Terras do Demo (1919)
- O Malhadinhas (1920)
- Estrada de Santiago (1922)
- Andam Faunos pelo Bosques (1926)
- Romance da Raposa (1929)
- Batalha Sem Fim (1931)
- Volfrâmio (1944)
- A Grande Casa de Romarigães (1957)
- Quando os Lobos Uivam (1958)